# Security Analysis
Securities Analysis (tiếng Anh của "Phân tích chứng khoán") là một cuốn sách quan trọng về phân tích tài chính và phân tích cơ bản được viết bởi Benjamin Graham và David Dodd và được xuất bản năm 1934. Benjamin Graham và David Dodd đã thay đổi mãi mãi hệ thống thuyết và thực hành đầu tư vào năm 1934 khi xuất bản cuốn Phân tích chứng khoán. Trên toàn thế giới, Phân tích chứng khoán vẫn được đánh giá là một trong những bộ giáo khoa kinh điển về phân tích cổ phiếu và trái phiếu. Nó cũng được xem là cuốn kinh thánh cho đầu tư giá trị. Các lần in sau vẫn được sử dụng làm sách giáo khoa tại Đại học Columbia, ở đấy ông Graham dạy nhiều sinh viên như là Warren Buffett.  Lưu trữ ngày 11 tháng 9 năm 2006 tại Wayback Machine

## Sách
- Graham, Benjamin (1996). Security Analysis: The Classic 1934 Edition. David Dodd. McGraw-Hill. ISBN 0070244960. {{Chú thích sách}}: Đã định rõ hơn một tham số trong |author= và |last= (trợ giúp)

## Đánh giá
"Các ý tưởng của Graham và Dodd đã vượt qua tất cả các điều kiện thị trường và 75 năm sàng lọc - khiến chúng trở nên xác đáng cho đầu tư hiện đại hơn bao giờ hết. Các bài tiểu luận của Klarman và những nhà đầu tư giá trị huyền thoại khác đã minh họa rõ ràng rằng dù bối cảnh thị trường có thể thay đổi rất nhiều so với những năm trước, nhưng các đăc điểm của nhà đầu tư không thay đổi, và phương pháp ứng dụng có kỷ luật các nguyên tắc của cuốn Phân tích chứng khoán tiếp tục mang lại một lợi thế quan trọng trong đầu tư" (Andre F.Perold)
"Không cuốn sách nào mạng lại cho bạn những công cụ đầu tư thông minh hơn Phân tích chứng khoán. Cuốn sách xứng đáng là một phiên bản vô song từ tác phẩm kinh điển của Ben Graham cho thiên niên kỷ mới" (Mason Hawkins)